# 陈立谦
陈立谦（Teddy Chin，1985年10月21日—），马来西亚男演员。2011年初涉电影圈，作品包括《超渡》、《守夜》、《小电影》、《东主有喜》等。2014年，他参与中国相亲节目《非常完美》成功配对。此外，他也曾和阿牛陈庆祥等共同执导青春校园电影《少女小时代》。
陈立谦毕业于台湾朝阳科技大学传播艺术系。于台湾留学期间创意自拍 “Teddy《台湾中文与马来西亚中文》 ”影片后，一夜之间窜红成为网络红人。此后他的每部自拍短片皆掀起热议， 2013年推出的短片《男人打手枪脑里想什么？》，短短 2星期即突破 100万点击率。
2011年毕业回马后，曾担任电台 DJ、电视主持、电影及电视演员，目前专注朝电影演员之路发展。

## 影视作品

### 参演电视剧
| 頻道     | 劇名       | 飾演   |
| -------- | ---------- | ------ |
| 八度空间 | 少年包青天 | 刘主任 |
| ntv7     | 庭外和解   |        |

### 电影
| 年份 | 劇名       | 飾演           | 地区     |
| ---- | ---------- | -------------- | -------- |
| 2015 | 东主有喜   | 杨开泰         | 马来西亚 |
| 2015 | 小电影     | 吴吉           | 马来西亚 |
| 2014 | 后备空姐   | 陈学友         | 中国IFG  |
| 2013 | 守夜       | 林大森（大炮） | 马来西亚 |
| 2012 | 超渡       | （作家）严冬   | 马来西亚 |
| 2012 | 爱疯狂     |                | 马来西亚 |
| 2011 | 夏日乐悠悠 |                | 香港     |

### MV 音乐录影带
| 年份 | 歌手   | 剧名     |
| ---- | ------ | -------- |
| 2011 | 凌加峻 | 那三個字 |

### 节目录影
| 年份 | 节目             | 剧名     |
| ---- | ---------------- | -------- |
| 2014 | 中国热播综艺节目 | 非常完美 |

## 导演作品
- 2022 电影《Kongsi Raya 姜味关系》
- 2021 网剧《月老便利店》
- 2020 电影《迷失安狄》
- 2020 电影《财神2020》
- 2020 电影《這一刻，想見你》
- 2019 微电影 《欠你一个拥抱》
- 2018 电影 《星剧本》（《差一点先生》）
- 2014 微电影《安枕无忧》
- 2014 联合执导《少女小时代》（中国网络剧）
- 2012 I Love My Job 韦礼安
- 2012 《圣诞特备 Running Santa Malaysia 2012》（网络特备节目）
- 2010 Ketchup Childhood 蕃茄酱童年(Best Video award by ChauYang University of Technology, TW 朝阳科技大学最佳影视制作奖)
- 2008 Little Boy 小脚
- 2007 Akan Miss Hujan 再见雨伞下(Astro Kirana Short Film Award won Best Sound Effect,nominated for Best Short Film & Best Editing)

## CM广告
- 2014 MF3 马来西亚家具与装修展
- 2011 YEOS杨协成菊花茶（马来西亚）
- 2011 极光世界online（马来西亚）
- 2009 台糖寡醣乳酸菌（台湾）

## 网络自拍短片
- 2014 《男人打手枪脑里在想什么？》
- 2012 《为什么地球 need A片？》
- 2011 《台湾与马来西亚的中文 2.1》（留言篇）
- 2011 《台湾与马来西亚的中文》（生活篇）

## 成就
- 2012 音乐创作：《做莫鸟》、《滚开》、《等巴士的小孩》
- 2012 FM988 电台DJ主持：《有个节目叫GOOD SHOW》、《陈童鞋教室》
- 2011 FM 988 新人王DJ大赛赢家
- 2010 Signed by Taiwan A-ListAgency 成为“台湾明星艺能”签约演员
- 2010 MediaCorp Star Search Top 20 新传媒“才华横溢出新秀”20强
- 2004 WaFM Part Time DJ WaFM 兼职DJ
- 2004 PWH Music Awards Guest Host “2004娱协奖”嘉宾主持人